# Sérigné
Sérigné ist eine französische Gemeinde mit 1.029 Einwohnern (Stand: 1. Januar 2022) im Département Vendée in der Region Pays de la Loire. Sie gehört zum Kanton La Châtaigneraie (bis 2015 Kanton L’Hermenault) im Arrondissement Arrondissement Fontenay-le-Comte. Sie grenzt im Nordwesten an L’Hermenault, im Norden an Marsais-Sainte-Radégonde, im Nordosten an Bourneau, im Osten und im Südosten an Pissotte, im Süden an Longèves und im Südwesten an Petosse.

## Bevölkerungsentwicklung
| Jahr      | 1962 | 1968 | 1975 | 1982 | 1990 | 1999 | 2008 | 2014 |
| --------- | ---- | ---- | ---- | ---- | ---- | ---- | ---- | ---- |
| Einwohner | 813  | 755  | 781  | 926  | 877  | 928  | 1009 | 998  |

## Sehenswürdigkeiten
Siehe auch: Liste der Monuments historiques in Sérigné
- Kirche Saint-Hilaire, Monument historique

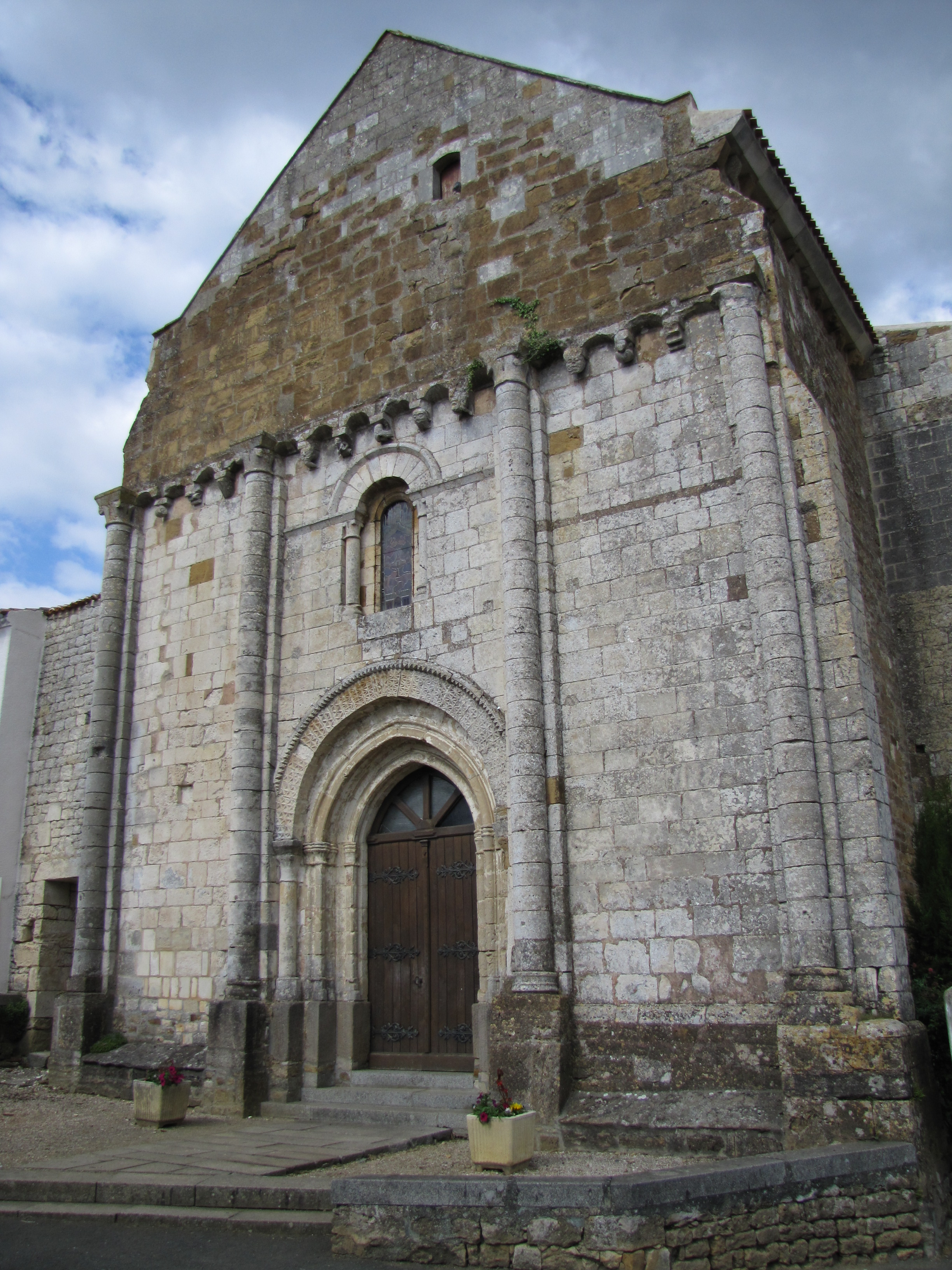
Kirche Saint-Hilaire